# Американський музей народного мистецтва
Американський музей народного мистецтва (англ. American Folk Art Museum, сокр. AFAM) — один з музеїв США; є провідним культурним закладом, присвяченим естетичному сприйняттю народного мистецтва й творчому самовираженню сучасних художників-самоучок зі Сполучених Штатів і закордону. Розташований в Нью-Йорку на Мангеттені.
Колекція музею налічує понад 7000 об'єктів від XVIII століття до нашого часу. У своїх виставках, освітніх програмах та інформаційно-пропагандистської діяльності музей демонструє творче самовираження людей, чиї таланти розвивалися без формального художнього навчання. У 2013 році в музеї була зафіксована рекордна відвідуваність — понад 100 000 посетителей. Вхід до нього — безплатний.

## Історія

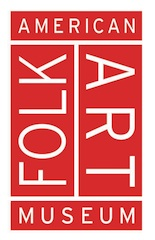
Логотип музею

Маючи тимчасовий статут від 1961 року, музей народного мистецтва постійно розширював свою місію й експозицію. На початку свого існування музей не мав постійної колекції й будівлі. Незважаючи на труднощі, засновники й піклувальники  Joseph B. Martinson  і  Adele Earnest  розуміли, що для визнання американського народного мистецтва необхідна така установа.
Музей ранніх американських народних мистецтв (англ. Museum of Early American Folk Arts, так він спочатку називався) провів свою першу виставку на орендованій площі на 49 West 53rd Street в 1961 році. 1966 року, отримавши постійний статут, музей розширив свою місію. Отримавши нову назву Американський музей народного мистецтва (англ. Museum of American Folk Arts), заклад розширив і географію своїх експонатів. Засновник і куратор Herbert W. Hemphill Jr. сприяв подальшому розвитку музею. 1990 року музей почав демонструвати не тільки суто американські, а також афро- й латиноамериканські твори.

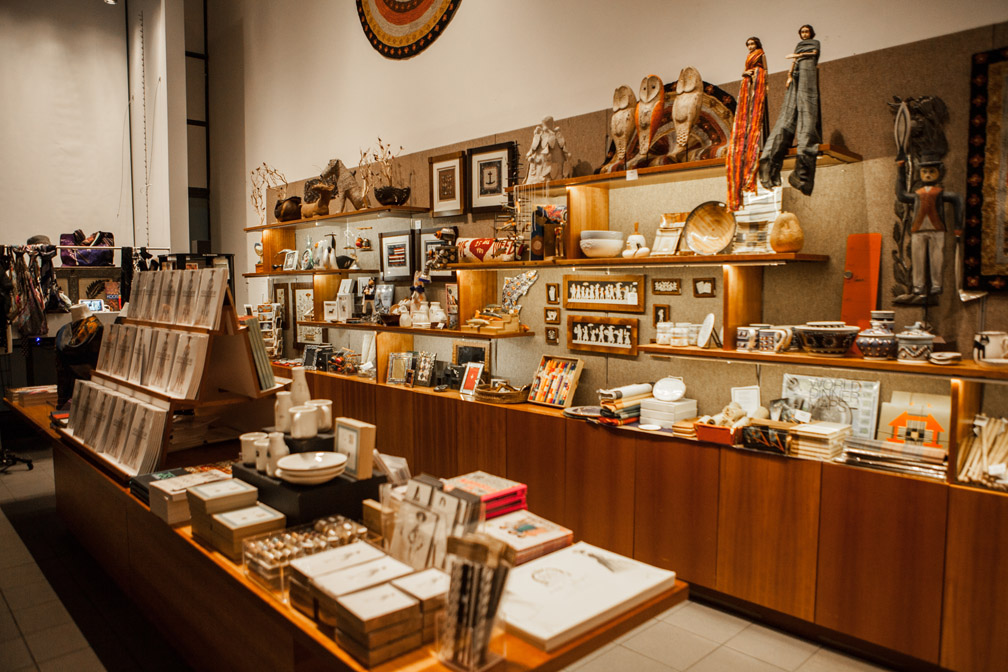
Музейний магазин

У зв'язку з розширенням, 1998 року в музеї був створений Сучасний Центр (англ. Contemporary Center), присвячений роботам художників XX і XXI століть. У 2001 році в музеї було відкрито Навчальний центр Генрі Дарджера (англ. Henry Darger Study Center), американського художника-самоучки. В цьому ж році музей отримав свою сучасну назву «Американський музей народного мистецтва» (англ. American Folk Art Museum).
Музей довгий час мігрував з місця на місце, й у 1989 році перебував на площі Лінкольна, 2 — навпроти Лінкольн-центру. У 2001 році було відкрито нову локацію музею в двох будівлях на 45 and 47 West 53rd Street, які були спроектовано архітектурним бюро Tod Williams Billie Tsien Architects. Пізніше, в зв'язку з фінансовими труднощами, музей повернувся на площу Лінкольна, де перебуває донині.
У грудні 2013 Американський музей народного мистецтва випустив повністю доступний цифровий архів зі 117 випусків власного журналу  Folk Art, раніше відомого як Clarion. Журнал виходив з 1971 по 2008 роки в середньому тричі на рік.

## Деякі експонати музею

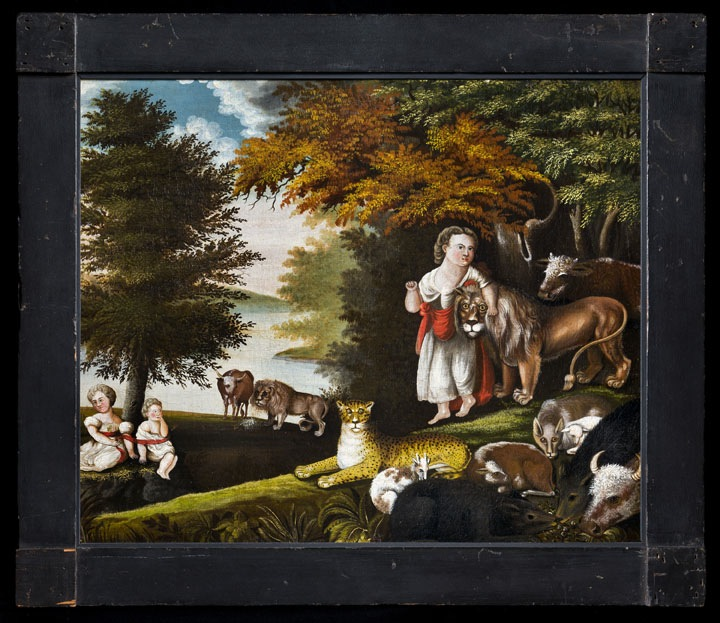
Peaceable Kingdom, Едвард Хікс
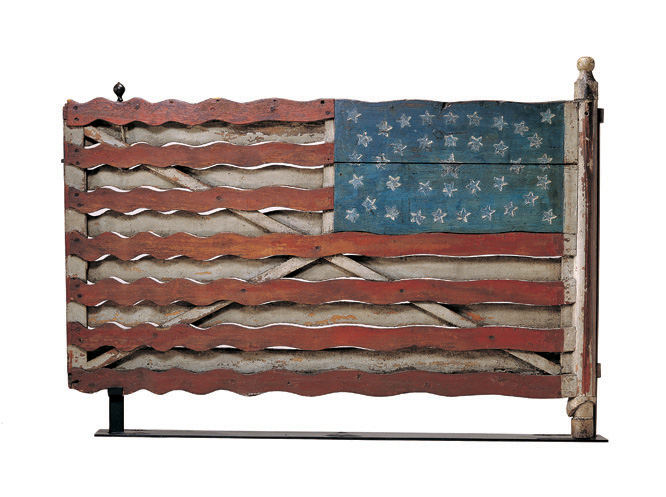
Flag Gate, автор невідомий
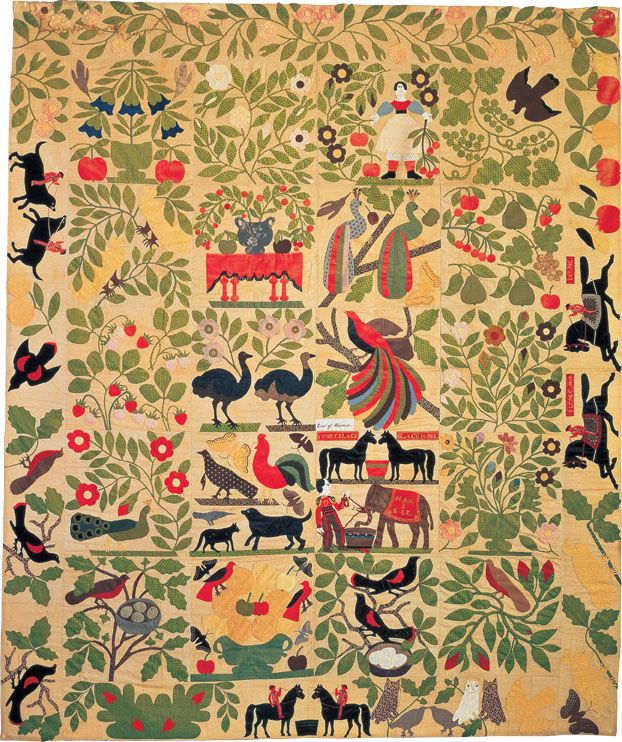
Bird of Paradise Quilt Top, автор невідомий
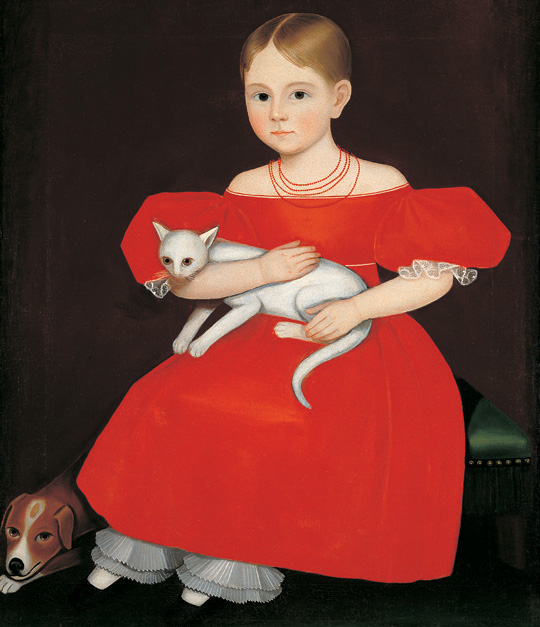
Ammi Phillips